# Vladímir Atlásov

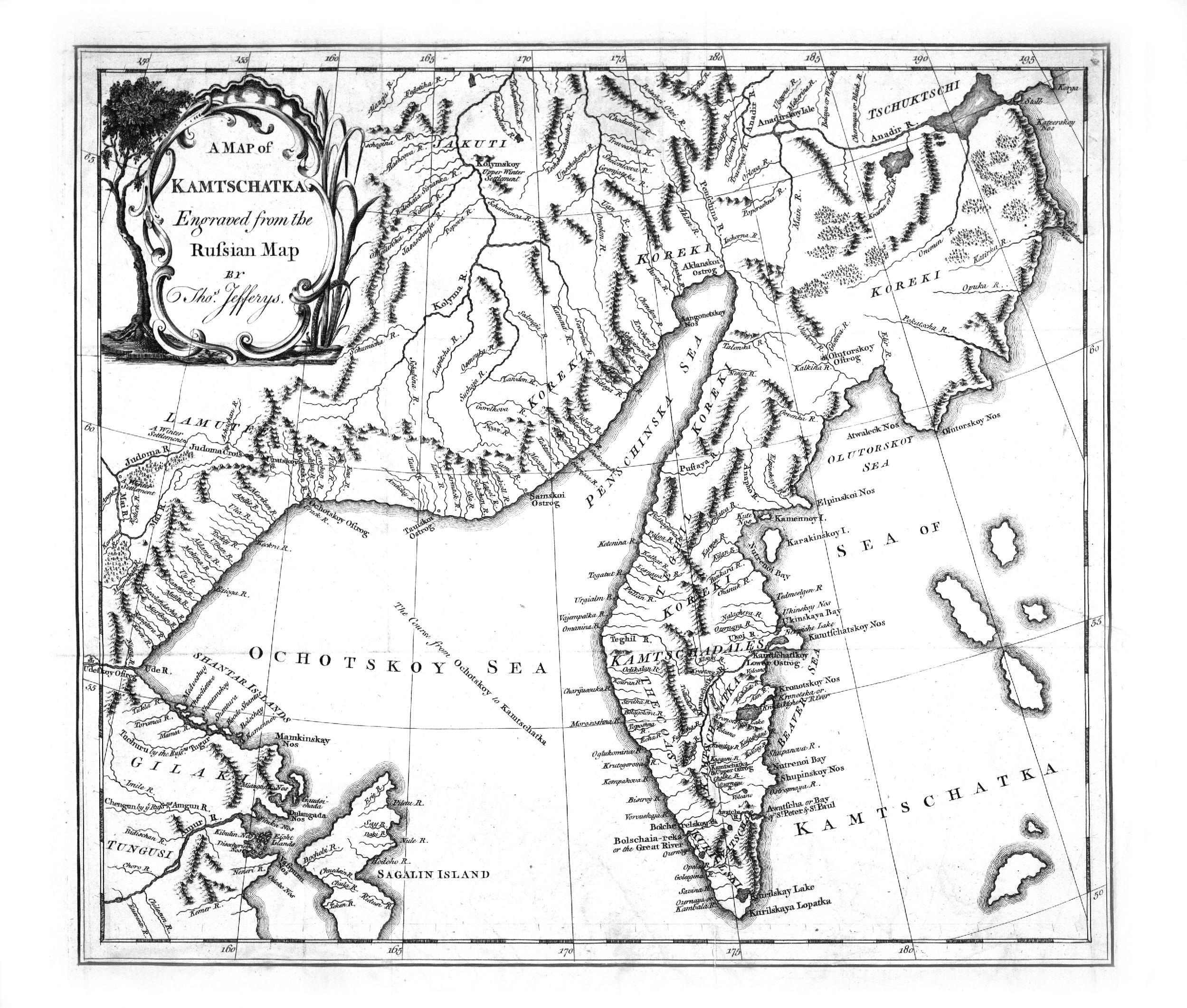
Mapa ruso de 1764 con la península de Kamchatka, la región que Atlásov ayudó a colonizar.

Vladímir Vasílievich Atlásov o Otlásov (en ruso: Владимир Васильевич Атласов o Отласов) (nacido en Veliki Ústiug, entre 1661 y 1664-Nizhne-Kamchatsk, Kamchatka, 1711) fue un cosaco de Siberia que estableció el primer asentamiento permanente ruso en la península de Kamchatka. La isla de Atlásov, una isla volcánica del archipiélago de las islas Kuriles septentrionales, lo honra con su nombre.
Se sabe por primera vez de Atlásov alrededor de 1682, cuando aparece recaudando tributos (yasak) en el río Aldán y el río Udá. En 1695, el voevoda de Yakutsk lo nombró prikázchik (una suerte de subvoevoda) del ostrog de Anádyrsk, localizado en el río Anádyr, a unos 300 km de la desembocadura, en el límite navegable del río. Los rusos, que llevaban en Anádyrsk desde la década de 1650, habían escuchado relatos sobre la existencia de un río Kamchatka, localizado al sur, y ya estaban recogiendo tributos en las cabeceras de algunos ríos que fluían en esa misma dirección sur, aparentemente hacia Kamchatka. Al menos uno de ellos había seguido el río Pénzhina hasta el mar de Ojotsk, casi en el comienzo de la península. En 1696, Atlásov envió a uno de sus hombres, Luká Morozko, a explorar en esa dirección sur. Morozko logró alcanzar el río Teguil, casi en la mitad del lado oeste de la península, y volvió con algunos escritos misteriosos, aparentemente de un barco japonés naufragado.
Al año siguiente, 1697, Atlásov partió al sur con un numeroso grupo de 65 sirvientes cosacos y 60 nativos yukaguiros para explorar completamente la región de Kamchatka. Viajando con renos, llegaron a la desembocadura del río Pénzhina, en la bahía de igual nombre. Siguieron al sur por la costa oeste durante dos semanas y luego cruzaron a la costa este. (Lantzeff menciona esto como sucedido en febrero de 1697 en el golfo de Olyútor, pero la Wikipedia en ruso lo hace en la primavera de 1697 y el golfo Olyútorski está bastante lejos hacia el noreste). Atlásov dejó al cosaco Morozko para que explorase el lado este y regresó al lado oeste, pero Morozko pronto tuvo que retirarse para hacer frente a un motín yukaguir (en el río Palana). Yendo hacia el sur hasta el río Teguil, escuchó nuevos informes sobre el río Kamchatka y volvió a cruzar la cordillera Central hasta el Kamchatka, donde se reunió con los itelmenos por primera vez. Hizo una alianza con uno de los clanes y se fue río abajo, quemando un pueblo de sus enemigos.
Al volver, se enteró de que algunos koryakos habían robado sus renos. Los persiguió hasta alcanzarlos, matando a cerca de 150 y recuperando sus renos. Siguiendo al sur por el lado oeste, alcanzó el río Icha donde rescató, o capturó, a Dembéi, un comerciante japonés que había naufragado. Más al sur, llegó a la zona del río Golýguina, en el extremo sur de la península desde donde fue capaz de ver la cercana isla que ahora lleva su nombre, la volcánica isla de Atlásov (con 339 m de altitud). Aquí encontró a los primeros ainu y logró matar a unos cincuenta. Volviendo hacia el norte al Icha, envió a un grupo de hombres a las montañas para construir un ostrog en Verjne-Kamchatsk, en el curso superior del Kamchatka. Luego decidió regresar a Anádyrsk, ya fuese por la presión de sus hombres o porque se estaba quedando sin pólvora y plomo. (En 1699, los rusos de Verjne-Kamchatsk fueron asesinados por los koryakos cuando regresaban a Anádyrsk. Una expedición punitiva en 1700 destruyó una aldea koryaka y fundó Nizhne-Kamchatsk en la parte baja del río. Bolsheretsk fue fundada en 1703. Los dos ostrógs de Kamchatka fueron durante un tiempo puestos comerciales para los tramperos de pieles rusos.)
Atlásov estaba de regreso a Anádyrsk el 2 de julio de 1699, con 15 rusos y 4 yukaguiros. Redactó un completo informe y estaba en Yakutsk en junio de 1700. En febrero de 1701, llegó a Moscú, donde presentó su informe, siendo el primero en realizar una descripción detallada de la naturaleza y los pueblos de la región, de las islas y tierras cercanas a Kamchatka, de la península de Chukotka y del no lejano Japón. Llevó con él también a Dembéi, que tuvo una audiencia con el emperador Pedro el Grande y que sería la primera persona que enseñó japonés a los rusos.
Atlásov fue ascendido a Golová (rango de oficial para la colonización) y fue enviado de vuelta como administrador de Kamchatka. De regreso, en el río Angará, en 1701, encontró y saqueó un bote mercante cargado con productos chinos. Por ello, él y sus hombres fueron encarcelados. La región de Kamchatka se volvía cada vez más desordenada y, en 1707, Atlásov fue liberado y enviado allí para restaurar el orden. En el viaje, sus métodos eran tan rudos que la mayoría de sus hombres envió una carta de protesta a Yakutsk. Pacificó a los nativos hasta cierto punto, pero en diciembre de 1707 sus propios cosacos se sublevaron y lo encarcelaron. Se escapó (de Verjnekamchatsk) y se fue río abajo hasta Nizhnekamchatsk, pero el comandante local se negó a hacerse a un lado y darle a él el mando. Lo que hizo durante los siguientes cuatro años es incierto. En enero de 1711, fue asesinado en Nizhne-Kamchatsk mientras dormía por otro grupo de sirvientes militares amotinados.